# منتخب صربيا تحت 21 سنة لكرة القدم
منتخب صربيا تحت 21 سنة لكرة القدم هو الممثل الرسمي لـ صربيا في بطولات كرة القدم تحت 21 سنة. يشارك الفريق في بطولة أوروبا تحت 21 لكرة القدم التي تقام كل عامين.